# Jánská Huť
Jánská Huť (německy Johanneshütte) je zaniklá vesnice na území obce Rybník, v k. ú. Mostek u Rybníku v okrese Domažlice. Vesnice stála v lesích ve svahu nad údolím Radbuzy při silničce stoupající na Pleš, asi jeden kilometr severozápadně od Mostku, pod který administrativně spadala. Roku 1955 bylo území vesnice, ovšem již bez obyvatel, připojeno k obci Rybník.

## Historie
Na místě vesnice stály na přelomu 16. a 17. století staré Schürerovské sklářské hutě, které zanikly. Na jejich místě byla v roce 1776 postavena nová sklářská huť, která dostala jméno po svobodném pánu Janu Vidršperglárovi z Vidršperku a okolo ní bylo postaveno několik chalup a hájovna. Vyráběla se zde skla k výrobě zrcadel, později také zrcadla. Nájemcem sklárny byl sklář Josef Lenk. Josef Lenk a jeho potomci byli zakladateli, majitelé, nájemci a provozovatelé několika skláren v celé oblasti. V roce 1790 byl Josef Lenk povýšen do šlechtického stavu jako šlechtic z Dietersbergu. V roce 1803 Josef Lenk sklárnu prodal a novým nájemcem se stal Jiří Michael Mossburger, později v roce 1817 rodina Zieglerů. V roce 1862 předal Andreas Ziegler sklárnu svému synovi Josefu, který v roce 1877 zemřel. Jeho syn Andreas Ziegler vedl sklárnu až do jejího uzavření v roce 1881. Budova sklárny byla zbořena roku 1890. Zachovány zůstaly pouze domky sklářů, kteří pracovali v okolí převážně jako lesní dělníci.
Po druhé světové válce postihl vesnici odsun německého obyvatelstva. Po válce již nedošlo k dosídlení a následně v padesátých letech dvacátého století při vytvoření hraničního pásma byla vesnice zbořena a zanikla. V 70. letech 20. století zde při rozšiřování hraničního pásma byly nově osazeny příhraniční zátarasy. Při tom došlo k rozorání areálu zaniklé sklárny. V roce 2004 byl obnoven křížek s iniciálami skláře Andrease Zieglera.
Ves Jánská Huť spadala pod tehdejší obec Mostek, kam chodily děti i do školy. Farností spadala pod Mutěnín.
V roce 1995 byla vyhlášena přírodní rezervace Nad Hutí, která dostala jméno podle nedaleké Jánské Hutě.

## Obyvatelstvo
Sommerova topografie z roku 1839 popisuje ve vsi 11 domů a 81 obyvatel. Při sčítání lidu v roce 1921 žilo ve vsi 61 obyvatel, všichni německé národnosti, kteří se hlásili k římskokatolické církvi.
| Rok            | 1869 | 1880 | 1890 | 1900 | 1910 | 1921 | 1930 | 1950 | 1961 | 1970 | 1980 | 1991 | 2001 | 2011 |
| -------------- | ---- | ---- | ---- | ---- | ---- | ---- | ---- | ---- | ---- | ---- | ---- | ---- | ---- | ---- |
| Počet obyvatel | 117  | 123  | 53   | 89   | 78   | 61   | 62   | —    | —    | —    | —    | —    | —    | —    |
| Počet domů     | 11   | 12   | 8    | 8    | 7    | 7    | 8    | —    | —    | —    | —    | —    | —    | —    |